# Qaraoun-Stausee
Der Qara'un-Stausee (auch: Qaraoun Reservoir, arabisch بحيرة القرعون, DMG Buḥayrat al-Qaraʿūn) ist ein Stausee im Süden der Bekaa-Ebene im Libanon. Er entstand 1959 bei dem Dorf Qaraoun durch den Bau des El-Qaroun Damm (El Wauroun-Damm). Dieser ist der größte Damm im Libanon mit 61 m Höhe, in der Ausführung als zementverkleideter Steindamm, am Mittellauf des Litani. Das Reservoir wird zur Erzeugung von Elektrizität (190 MW), zur Trinkwasserversorgung und zur Bewässerung von 27.500 ha Land genutzt.
Der See hat sich zu einem wichtigen Habitat für 20.000 Zugvögel entwickelt, die jährlich dort Rast machen.

## Geographie

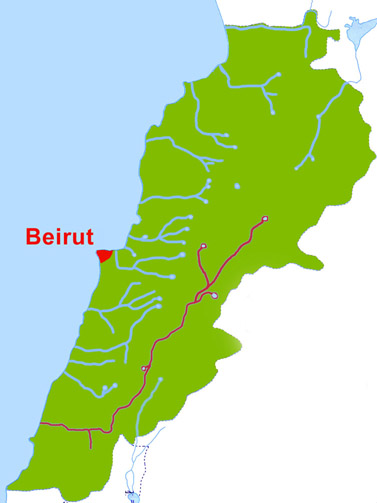
Verlauf des Litani

Der Litani, einer von 40 Hauptflüssen und mit 170 km Länge der längste Fluss des Libanon, entspringt in der Nähe der antiken Stadt Baalbek. Die Quelle ist heute kaum noch erkennbar, weil so viel Wasser abgepumpt wird. Im Gebiet des „Oberen Litani“ wurde auf 800 m über dem Meer in der Bekaa-Ebene der Stausee errichtet. Rund um die Ebene erhebt sich das Libanongebirge im Westen und der Anti-Libanon im Osten. Die Bekaa-Eben ist eine Fortsetzung des Jordangrabens.
Das Einzugsgebiet des Stausees umfasst ca. 1.600 km², also ca. 15,3 % der Fläche des Libanon.
Die umgebenden Ländereien werden landwirtschaftlich genutzt. Vor allem Getreide und Oliven werden angebaut sowie Weidewirtschaft mit Schafen und Ziegen betrieben. An den steileren Hängen im Westen des Sees gibt es auch eine ganze Anzahl von Obstplantagen.

### El-Qaroun Damm

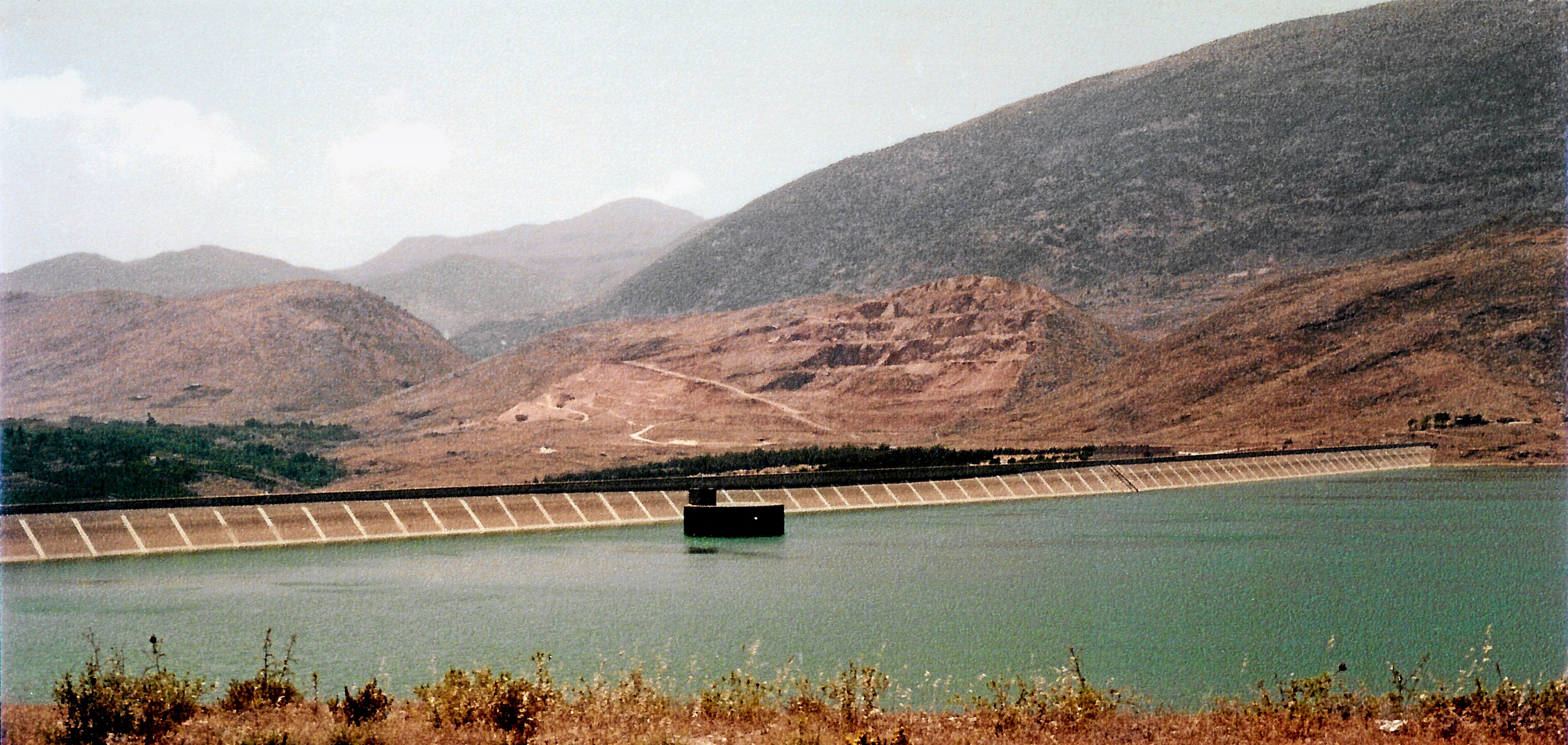
Blick auf den El Wauroun-Damm im Süden des Qaraoun-Sees.

Der El Qaroun-Damm (El Wauroun Dam) wurde ca. 70 km südlich von Baalbek errichtet. Die Planungen dazu begannen bereits 1964. Das Dorf Qaraoun musste 760 ha Land abtreten, auf dem der Damm errichtet wurde. Er hat eine Betonhülle und einen Kern aus Bruchstein, ist 61 m hoch und an der Krone 801 m lang, dabei insgesamt 1.090 m lang. das Reservoir hat eine Kapazität von 220 Mio. m³ bei einer maximalen Füllhöhe von 57 m. Der höchste Flutpegel (HFL) liegt bei 862 m, die größte flächige Ausdehnung bei 12,6 km², durchschnittlich bei 1190 ha.
Der durchschnittliche Wasserpegel für Elektrizitätsgewinnung liegt bei 835 m, wobei der niedrigste Pegel, bei dem diese möglich ist, bei 827 m liegt.
Die flussaufwärts gelegene Dammfläche beträgt 47.000 m², die Dicke der Zementauflage variiert zwischen 50 cm am Grund und 30 cm an der Krone. Das Fassungsvermögen ist auf einen Hochwasserabfluss bis 450 Mio. m³ ausgelegt.

### Wasserressourcen
Der Litani hat eine jährlich Schüttung von ca. 1.280 Mio. m³. 60 % davon wird benötigt, um die Aquifere bewässert zu halten und die Verdunstung (Evapotranspiration) auszugleichen. Von den nutzbaren 500 Mio. m³/Jahr werden 80 Mio. m³/Jahr für Bewässerungsmassnahmen und Wasserversorgung verbraucht, bevor das Wasser am Damm ankommt. Daher sind letztlich durchschnittlich nur 420 Mio. m³ am Staudamm nutzbar. In trockenen Jahren kann diese Menge auf 320 Mio. m³ (wie in den Jahren 1972–73) zurückgehen. Daher werden bis zu 320 Mio. m³ genutzt. Durch eine Reihe von Tunnels und Staubecken wird das Wasser zur Energie-Erzeugung abgeleitet, wodurch an drei Kraftwerken 600 GWh (190 MW/Jahr) erzeugt werden. Die Kraftwerke befinden sich bei Markaba, Awali und Jun. Die ursprüngliche Planung aus den 1950ern sah vor eine viel größere Fallhöhe von 800 m zwischen dem Damm und dem Mittelmeer zu nutzen. Der Auslauf des Flusses nach dem letzten Kraftwerk in dieser Reihe liegt heute 30 km nördlich des ursprünglichen Abflusses. Zusätzlich werden jährlich 30 Mio. m³/Jahr von der Markaba Power Station für das Kassmieh Irrigation Project abgeleitet.

### Reservoir
Der Qaraoun-Stausee mit einer Fläche von 11,9 km² ist der größte künstliche See im Libanon und hat eine Kapazität von 220 Mio. m³ sowie eine Speicherleistung von 160 Mio. m³. Die Energiegewinnung deckt 7 %–10 % des Energieverbrauchs im Libanon. Das Wasser wird bis in den Südlibanon geleitet und für Trinkwasserversorgung genauso wie für Bewässerungsprojekte genutzt, davon 30 Mio. m³ in Bekaa und 20 Mio. m³ in der Trinkwasserversorgung im Südlibanon. Darüber hinaus dient der Damm dem Hochwasserschutz und verhindert die Vernässung von 1500 ha Land in bestimmten Karstgebieten.
Zwischen 1999 und 2000 wurden an verschiedenen Stellen vom Umweltministerium und der Litani River Authority Wasserproben entnommen um einen Umwelt-Managementplan zu entwickeln. Bis dahin liefen ungeklärte Abwässer aus Baalbek, Houch el Rafqa, Qaa er Rim, Zahle, Chtoura, Qabb Elias, Bar Elias, Joub Jannine und Qaraoun direkt in den Litani und seine Zuflüsse. Daneben wurden auch Industrie-Abwässer eingeleitet. Man konnte einen enormen Biochemischen Sauerstoffbedarf feststellen (79 mg/L) und die Nitratwerte (1,7 mg/L) waren sehr hoch. 2015 wurde ein Konzept zum Lake Qaraoun Pollution Prevention Project veröffentlicht.
Die Vegetation rund um den See besteht aus Waldgebieten, Obstplantagen und Buschland. Im See selbst gibt es kaum Wasserpflanzen. Wenn das Ufer trockenfällt, entwickelt sich vielmehr eine steppenähnliche Landschaft, die für Lerchen und Kiebitze ideale Bedingungen bieten.
Das Vogelfauna ist besonders bemerkenswert, weil beim Vogelzug 20.000 Exemplare von Greifvögeln, Störchen und Pelikanen hier ihre Rast einlegen. Moorenten (Aythya nyroca), Steppenweihen (Circus macrourus), Schelladler (Aquila clanga), Kaiseradler (Aquila heliaca) und Steppenkiebitze (Vanellus gregarius) gehören zu den geschützten Vogelarten der Roten Liste gefährdeter Arten von 2008, die hier vorkommen.

### Fischsterben 2021
Im April/Mai 2021 kam es zu einem massiven Fischsterben im Qaraoun-Stausee. Bis zum 9. Mai 2021 wurden mehr als 40 Tonnen tote Fische ans Seeufer geschwemmt. Die Ursache blieb zunächst unklar. Vertreter der Behörden spekulierten über eine bislang nicht identifizierte Erkrankung als Ursache, während Umweltaktivisten in den See geleitete verschmutzte Abwässer als Ursache vermuteten.

### Geologie
Geologisch gesehen gehört das Gebiet um den See zu Kalkstein-, kalkigen Mergel- und Alluvial-Formationen, in denen auch Karstphänomene auftreten. Die Mergel im Bereich des Reservoirs haben eine geringe Durchlässigkeit.

## Planungen
Es gibt Überlegungen, im Qaraoun Lake-Marj et Taouil Project das Wasser des Sees für ein Pumpspeicherkraftwerk zu nutzen und an einem Damm mit 50,6 m Höhe auf 1679 m Höhe über dem Meer zu speichern. Dadurch soll die Energiegewinnung verbessert werden.

## Klima
Das Klima im Einzugsbereich des Stausees ist Kontinental mit 90 % der Regenfälle in der Zeit zwischen November und April. Im Januar besteht die größte Niederschlagswahrscheinlichkeit. Schnee fällt in Höhenlagen über 1500 m. Die Regenmenge in der Bekaa-Ebene liegt durchschnittlich bei 1.500 mm in den Bergregionen des Oberen Litani und im Süden an der Küste bei unter 700 mm. Im Einzugsbereich des Stausees im engeren Sinne liegt die Regenmenge durchschnittlich bei 800 mm.

## Archäologie
Die archäologische Fundstätte Ain Jaouze liegt oberhalb des Qaraoun-Stausees am Fuß des Jebel Baruk westlich der Straße von Chtaura nach Jezzine. Der Jesuit und Archäologe Auguste Bergy entdeckte dort Feuersteinwerkzeuge, die vergleichbar sind mit den Werkzeugen des späteren neolithischen Byblos.

## Sehenswürdigkeiten
Im Westen des Sees sind einige Restaurants und Hotels entstanden, die im Frühjahr und Frühsommer beliebte Ausflugsziele sind. Auf dem See gibt es auch eine ganze Reihe von Booten für Ausflügler und Angler. Im Winter wird auch Jagd auf die Zugvögel gemacht.